# Tea Party (movimiento)

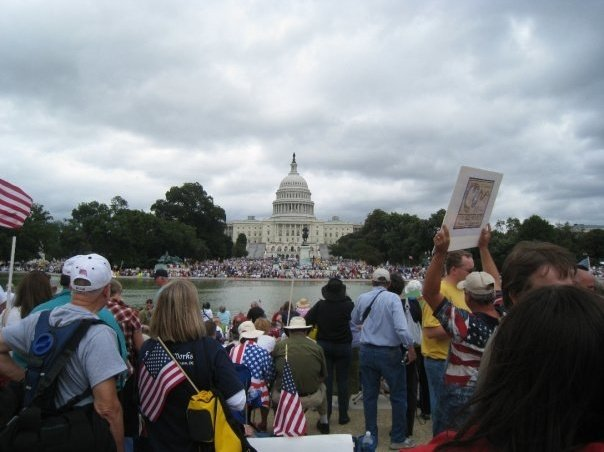
Simpatizantes del Tea Party manifestándose frente al Capitolio de Washington en septiembre de 2009 durante la Marcha de los Contribuyentes sobre Washington

El Tea Party Movement o simplemente Tea Party (en ocasiones, traducido como Partido del Té) es un movimiento político estadounidense de derecha centrado en una política fiscalmente conservadora, y definido por el originalismo, es decir, la vuelta a los orígenes filosófico-constitucionales de los Estados Unidos. El Gobierno de Washington, el endeudamiento público y la clase política en general (tanto demócratas como republicanos) son el principal blanco de sus ataques, y abogan por una reducción de la presencia de la extensión social del Gobierno Federal en la sociedad.

## Descripción

La bandera de Gadsden y su lema libertario («No me pises») se encuentran entre las imágenes revolucionarias de la Guerra de Independencia recogidas por los seguidores del Tea Party

A pesar de su alineamiento general de derecha, el ideario político de los adherentes de Tea Party no es uniforme. En él confluyen diferentes ideologías, en especial las filosofías conservadora y el liberalismo libertario, pudiéndose encontrar dentro del mismo movimiento desde miembros nacionalistas y religiosos hasta otros de ideas liberales e individualistas. El Tea Party ha cobrado visibilidad debido a una serie de protestas, que han ocurrido desde los inicios del año 2009.
El movimiento nació en los primeros meses del año 2009 como respuesta a la Ley de Estabilización Económica de Urgencia de 2008, firmada el 3 de octubre del mismo año por el entonces presidente George W. Bush, y al paquete de estímulo fiscal, la Ley de Reinversión y Recuperación de Estados Unidos de 2009, firmada el 17 de febrero por el presidente Barack Obama. El movimiento empezó a gestarse de la inconformidad y las protestas en contra de los impuestos, el rescate bancario y el gasto público interno y externo, que empezaron a darse en torno a las elecciones de 2008 y las posteriores revelaciones de los bonos pagados a los ejecutivos de AIG. Los manifestantes también utilizan las redes sociales, entre éstas Facebook, Twitter y MySpace, así como blogs en medios de comunicación de centroderecha y conservadores para promover sus eventos. Se oponen también a la Ley de Protección al Paciente y Cuidado de Salud Asequible, la reforma de la sanidad pública del presidente Obama. Entre las organizaciones más relevantes del movimiento, se pueden encontrar Tea Party Express y Tea Party Patriots.
El nombre "Tea Party" hace referencia al movimiento anticolonialista de finales del siglo XVIII llamado Motín del té de Boston o (“Boston Tea Party” en inglés), que protestaba por la aprobación de los impuestos al té sin tener representación en el parlamento británico. Los miembros de las marchas del Tea Party han tratado de evocar estas antiguas marchas usando imágenes, consignas y temas de este periodo de la historia estadounidense.
En las elecciones primarias por el Partido Republicano, el 15 de septiembre de 2010, vencieron varios de los candidatos respaldados por el Tea Party sacudiendo la estructura tradicional del partido. En las elecciones de Estados Unidos de 2010 el Tea Party se abrió paso en el Congreso, ganando escaños figuras como Rand Paul y Marco Rubio dos de las estrellas del movimiento. Otras figuras destacadas del movimiento han sido Sarah Palin y Michele Bachmann, así como Mike Pompeo, ex-secretario de estado de los Estados Unidos bajo el gobierno de Donald Trump. 
En las primarias de los republicanos y las elecciones presidenciales del 2016 la influencia de este movimiento en la derecha estadounidense decayó y fue sustituido por un nuevo conjunto de movimientos llamado «derecha alternativa» que fue decisiva para que el candidato republicano Donald Trump accediera a la Casa Blanca.

## Objetivos del Tea Party

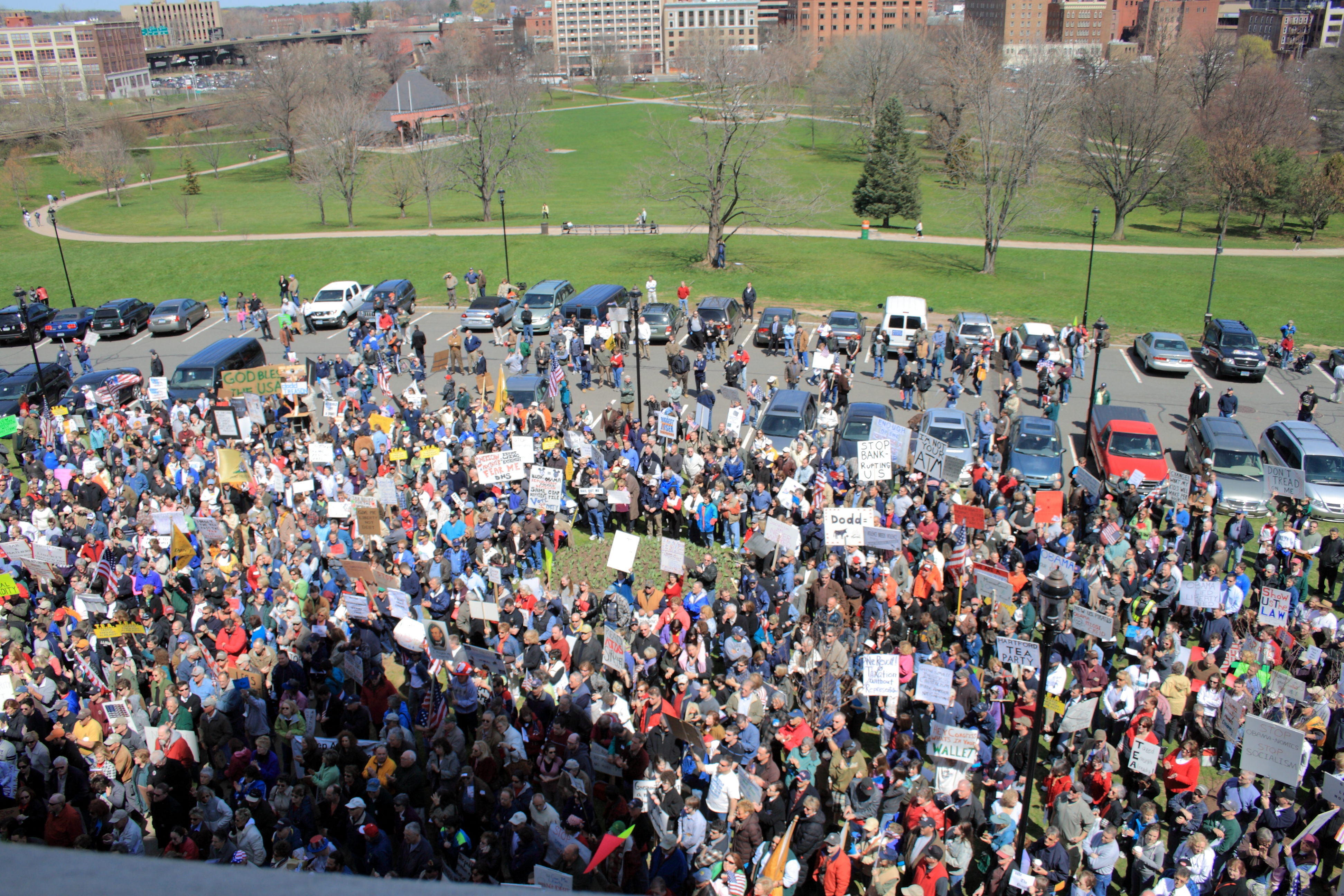
Simpatizantes del Tea Party manifestándose frente al Capitolio de Connecticut en Hartford, en abril de 2009

El Contrato de América es la agenda política general del Tea Party, para aglutinar todas las cosmovisiones de sus miembros en diez puntos clave. Fue la idea de un abogado con sede en Houston, Ryan Hecker, quien desarrolló el concepto de hacer un llamado de reforma desde las organizaciones de base antes del 15 de abril de 2009 en que se darían las jornadas del Día de Los Impuestos y del Partido del Té, animando a la gente a ofrecer las cláusulas para el posible contrato social del movimiento a través de Internet. La gente participó a través de una plataforma open source votando por sus principios favoritos.
Existen diez puntos que los participantes del movimiento exigen cumplir a sus candidatos al congreso. Se mencionan a continuación con el porcentaje de aprobación:
1. Identificar la constitucionalidad de toda ley nueva: exigir que para cada proyecto de ley se determine la disposición específica en la Constitución de los EE. UU. que le da al Congreso la facultad de elaborar y aprobar el proyecto de ley (82.03 %)
2. Rechazar el comercio de emisiones: detener el enfoque administrativo "cap and trade" utilizado para controlar las emisiones de dióxido de carbono a través de incentivos económicos para lograr reducciones en las emisiones de dióxido de carbono (72.20 %).
3. La demanda de un presupuesto federal equilibrado: comenzar el proceso de enmienda constitucional que exige un presupuesto equilibrado con una mayoría de dos tercios necesaria para cualquier modificación de impuestos (69.69 %).
4. Simplificar el sistema tributario: adoptar un sistema de un solo tipo impositivo simple y justo, erradicando el Código de Rentas Internas y su sustitución por otro que no sea superior a 4.543 palabras - la longitud de la Constitución original. (64,9 %)
5. Auditoría de los organismos gobierno federal por constitucionalidad: crear un grupo de trabajo de Cinta Azul que realice una auditoría de las agencias y programas federales, la evaluación de su constitucionalidad, y la identificación de la duplicación, despilfarro, ineficacia, y los organismos y programas que sea mejor dejar en manos de los estados o las autoridades locales (63,37 %).
6. Limitar el crecimiento anual en el gasto federal: imponer un límite legal que limita el crecimiento anual del gasto federal total a la suma de la tasa de inflación más el porcentaje de crecimiento de la población. (56.57 %).
7. Derogación de la legislación sanitaria aprobada el 23 de marzo de 2010: trabajar por la derogación de la Ley de Protección al Paciente y Cuidado de Salud Asequible (56.39 %)
8. Aprobar una política energética en línea con los puntos anteriores: autorizar la exploración de reservas de energía adicionales para reducir la dependencia estadounidense en fuentes extranjeras de energía y reducir los obstáculos reglamentarios a todas las demás formas de la creación de energía (55,5 %).
9. Reducir la demarcación: colocar una moratoria sobre todas las asignaciones hasta que el presupuesto esté equilibrado y, a continuación requerir una mayoría de 2/3 para aprobar cualquier presupuesto (55.47 %).
10. Reducir los impuestos: la derogación permanente de todos los recientes aumentos de los impuestos, y extender las actuales reducciones temporales en el impuesto sobre la renta, impuesto sobre el capital e impuesto sobre la herencia, actualmente programadas para finales de 2011 (53.38 %).